# Rapt
Rapt (łac. raptus) – w dawnej Rzeczypospolitej porwanie panny spod opieki rodziców lub prawnych opiekunów celem zawarcia małżeństwa. Kobiety same często się na to godziły, widząc, że rodzina stara się ją wydać za mąż za nieodpowiadającego jej kandydata, na przykład dużo od niej starszego, lub że zamierza wysłać ją do klasztoru, żeby podzielić między siebie przypadającą jej część majątku.
O instytucji raptu jest mowa w kodeksie Prawo cywilne narodu polskiego z 1787. 
Rapt zachował się w niektórych miejscach jako element obyczaju weselnego.
Mężczyznę porywacza nazywano raptorem (łac. raptor).